# Pietro Rondoni
 Pietro Rondoni  (nacido el 3 de noviembre de 1993) es un tenista profesional de Italia.

## Carrera
Su mejor ranking individual es el Nº 816 alcanzado el 7 de abril de 2014, mientras que en dobles logró la posición 610 el 21 de abril de 2014.
No ha logrado hasta el momento títulos de la categoría ATP ni de la ATP Challenger Tour, aunque sí ha obtenido varios títulos Futures tanto en individuales como en dobles.